# Tobishima
Tobishima (jap. 飛島村 Tobishima-mura) – wieś w Japonii, na wyspie Honsiu, w prefekturze Aichi. Według danych na rok 2020 miejscowość zamieszkiwało 4 575 mieszkańców , a gęstość zaludnienia wyniosła 204,1 os./km².